# Насіннєїд
Насіннєїд (Catamenia) — рід горобцеподібних птахів родини саякових (Thraupidae). Представники цього роду мешкають в Андах та на Гвіанському нагір'ї.

## Опис
Насіннєїди — відносно невеликі птахи, середня довжина яких становить 12-14,5 см, а вага 10,3-16,6 г. Їм притаманний статевий диморфізм. Самці мають переважно сіре забарвлення, самиці коричнюваті, смугасті. Насіннєїдам притаманні характерні каштанові гузки, їхні дзьоби мають рожевувате або жовте забарвлення. Насіннєїди мешкають в Андах, а також в тепуях на Гвіанському нагір'ї. Вони живуть на високогірних луках та на інших відкритих місцевостях.

## Таксономія і систематика
Рід Catamenia традиційно відносили до родини вівсянкових (Emberizidae), однак за результатами молекулярно-філогенетичних досліджень він, разом з низкою інших родів, був переведений до родини саякових (Thraupidae). Генетичні дослідження показали, що рід Насіннєїд (Catamenia) є сестринським по відношенню до роду Квіткокол (Diglossa).

## Види
Виділяють три види:
- Насіннєїд малий (Catamenia analis)
- Насіннєїд великий (Catamenia inornata)
- Насіннєїд тонкодзьобий (Catamenia homochroa)

## Етимологія
Наукова назва роду Catamenia походить від слова дав.-гр. καταμηνια — менструальний.